# Генріх II Короткий Плащ
Генріх II Плантагенет, на прізвисько Короткий Плащ (англ. Henry II Curtmantle; 5 березня 1133 — 6 липня 1189) — перший англійський король з династії Плантагенетів.
Генріх II мав титули: герцог Нормандський (1150–1189), граф Анжуйський, Турський та Менський (1151–1189), герцог Аквітанський (1152–1189), король Англії (1154–1189), суверен Ірландії (1171–1175).

## Юність
Генріх II був старшим сином Жоффруа V Плантагенета, графа Анжу та Мена, й Матильди, дочки англійського короля Генріха I. Він народився 5 березня 1133 року в Ле-Мані. Дитинство Генріх провів при дворі свого батька в Анжу. Як старший син Жоффруа V Генріх був спадкоємцем Анжуйського, Менського і Турського графств. За материнською лінією він міг претендувати на престол Нормандії та Англії.
Після смерті 1135 року Генріха I, його дочка Матильда мала успадкувати англійську корону, однак престол захопив племінник померлого короля Стефан I. Це поклало початок тривалій громадянській війні в Англії між прибічниками короля Стефана та Матильди. Хоч навесні 1141 року Матильді вдалось домогтись свого обрання королевою Англії і зайняти Лондон, вже восени її війська були розбиті і влада в Англії знову перейшла до Стефана. Більш успішно розвивались воєнні дії в Нормандії: війська Жоффруа V у 1142–1144 роках захопили більшу частину герцогства, у 1144 році було взято Руан, а Жоффруа V був проголошений герцогом Нормандії. У цей період Генріх перебував разом зі своєю матір'ю в Бристолі, що слугував центром територій, які контролювали прибічники імператриці в Англії. Тут юний принц познайомився з видатним англійським вченим і мандрівником Аделардом Батським, який узяв участь в навчанні Генріха. 1144 року Генріх повернувся до Нормандії, де продовжив свою освіту під керівництвом Гільйома Конхезія, видатного французького філософа свого часу.
У 1147 році юного Генріха знову було відряджено до Англії на чолі невеликого загону анжуйських та нормандських лицарів з метою активізувати боротьбу проти Стефана Блуаського. Ця експедиція, однак, зазнала краху. За кілька місяців після висадки Генріха помер Роберт Глостерський, глава партії Матильди в Англії. Війська молодого принца зазнали поразки від армії Стефана під Криклейдом і Бартоном, й лише шляхетність короля, що сплатив його витрати на повернення в Нормандію, дозволило Генріху уникнути катастрофи й повернутись на континент. У лютому 1148 року Англію залишила й Матильда.
Нову спробу домогтись англійської корони Генріх зробив 1149 року. Він висадився у Північній Англії та увійшов у контакт з найвпливовішими прибічниками Матильди — шотландським королем Давидом I і Ранульфом де Жерноном, графом Честером. У Карлайлі Генріх був посвячений в лицарі королем Давидом I Шотландським. Однак організована спільна атака на Йорк провалилась: Стефану Блуаському вдалось за короткий час зібрати значну армію й вирушити назустріч загонам Генріха й Давида. Принц відступив у Глостершир, де упродовж осені 1149 року оборонявся від постійних набігів Євстахія IV Булонського. Єдиним успіхом Генріха став його рейд у Девон і захоплення Брідпорта. У січні 1150 року Генріх Плантагенет знову повернувся до Нормандії.

## Вступ на престол
Після повернення до Нормандії Генріх зіткнувся з агресією французького короля Людовика VII Молодого, свого сюзерена, який висунув претензії на Вексен і підтримав операції Євстахія Булонського в Нормандії. Воєнні дії були невдалими для анжуйців. Наприкінці 1151 року Генріх домігся перемир'я ціною поступки Людовику VII Жизором й нормандською частиною Вексену. Того ж року помер Жоффруа Плантагенет, в результаті чого Генріх став графом Анжу, Турені й Мену, а також одноосібним герцогом Нормандії.
Невдачі в Англії та Вексені на початку 1152 року вдалось компенсувати: 18 травня 1152 року Генріх уклав шлюб з Алієнор Аквітанською. Алієнор була правителькою величезного герцогства Аквітанія, що займало територію всієї південно-західної Франції від Пуату до Піренеїв й від Бордо до Оверні й кордонів Священної Римської імперії. Упродовж чотирнадцяти років Елеонора перебувала у шлюбі з французьким королем Людовиком VII, однак їхні стосунки не склались, і 21 травня 1152 року їхній шлюб було розірвано. Покинувши надто благочестивого і надто суворого короля, Елеонора за два місяці вступила в шлюб з юним герцогом Генріхом. В результаті їхнього шлюбу під владою Плантагенета виявилась практично вся західна Франція, територія за площею й населенням у кілька разів більша, ніж землі, що перебували під контролем самого французького короля. Ці території, кожна з власною правовою системою, місцевою елітою, адміністративним апаратом і традиціями, були об'єднані тільки персоною свого правителя — Генріха Плантагенета. Та незважаючи на взаємні відмінності Аквітанії, Анжу й Нормандії, комплекс цих земель був ядром того утворення, яке отримало у істориків назву «Анжуйська імперія» і яке стало панівною силою у політичному житті Західної Європи другої половини XII століття.

Французькі володіння Генріха II

Придбавши великі володіння на континенті, Генріх відновив свої спроби завоювати англійську корону. До того часу позиції Стефана Блуаського істотно послабшали через конфлікт із архієпископом Кентерберійським та папою Євгенієм III. У 1153 році війська Генріха висадились в Англії. Невдовзі йому вдалось захопити Мальмсбері, забезпечивши тим самим контроль над західною частиною Середньої Англії. Потім герцог рушив через Глостер і Ковентрі на північ та зайняв Ворік, Лестер, Татбері, Дербі й Бедфорд. Після цього Генріх повернув до Темзи й вирушив на Воллінгфорд, який тримала в облозі армія короля Стефана. До того часу англійські барони переконали Стефана у необхідності компромісу. Під Воллінгфордом відбулась зустріч герцога й короля, на якій було узгоджено умови угоди. Загибель у серпні 1153 року Євстахія Булонського, старшого сина Стефана, відкрила можливості для досягнення міцного миру. За посередництва архієпископа Теобальда й Генріха Блуаського були розроблені умови Вестмінстерської угоди, що поклала край тривалій громадянській війні в Англії. Стефан визнав Генріха своїм спадкоємцем на англійському престолі, а той у свою чергу склав присягу вірності королю й гарантував недоторканність земельних володінь його сина Вільгельма. На початку 1154 року в Оксфорді англійські барони склали оммаж Генріху як спадкоємцю корони Англії. 25 жовтня 1154 року Стефан помер. На англійський престол вступив Генріх II Плантагенет.

## Зовнішня політика Генріха II

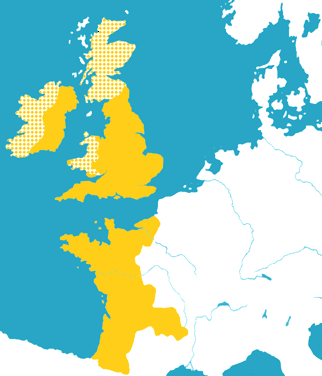
Держава Генріха II й залежні території

Віддавши 1151 року фортецю Вексен, Генріх II після коронації став вимагати її повернення. У 1158 році французький король передав Вексен як придане своїй старшій дочці Маргариті, яка стала дружиною Генріха Молодого.
У 1157 році Генріх почав наступ на Уельс. 1158 року йому вдалось зробити правителів Уельсу своїми васалами. Але подальші спроби Генріха напряму включити Уельс до складу свого королівства зазнали краху. Після 1165 року завоювання Уельсу було відкладено.
Одразу після сходження на англійський престол Генріх II заявив (як чоловік Елеонори) про претензії на Тулузьке  графство. У 1159 році він напав на Тулузу й захопив Керсійське графство. Але за підтримки Людовіка VII графу тулузькому Раймунду V вдалось відстояти своє графство.
У 1160 році Генріх II зблизився з одним із союзників за тулузькою кампанією — з графом Барселонським Рамоном Беренгаром IV. Два правителі уклали союз, а також вирішили заручити своїх малих дітей Річарда й Дульсу.
Володіючи після смерті брата Жоффруа південною Бретанню, Генріх II планував підкорити й північну частину. У 1166 році він вторгся до Бретані і змусив Конана зректись титулу герцога на користь дочки Констанції, опікуном якої став сам Генріх II. Надалі вона стане дружиною Жоффруа, третього сина Генріха II.
У 1168 році, намагаючись позбавити невдоволених аквітанських баронів (які здійснювали напади навіть на кортеж Елеонори) підтримки Парижа, Генріх вирішив заручити свого сина Річарда з Алісою, дочкою Людовіка VII. У 1177 році Генріх II купив Ла-Марське графство.

### Ірландія
Генріх у 1158 році отримав у папи Адріана IV, англійця за походженням, буллу на завоювання Ірландії. Припускалось, що королем Ірландії стане молодший брат Генріха Вільгельм. Але Вільгельм невдовзі помер, та ірландський проект було відкладено. Знову актуальним він став 1166 року. Король Лейнстеру Діармайд мак Мурхада був вигнаний зі своїх володінь верховним королем Ірландії Руайдрі Ва Конхобайром. Діармайд приїхав до Аквітанії, де прохав про допомогу у Генріха II. Англійський король, заклопотаний континентальними справами, видав Діармайду грамоту, за якою той міг наймати армію. Союзником короля Лейстеру виявився Річард де Клер, який став зятем і спадкоємцем Діармайда.
У 1167–1171 роках англійські лицарі відновили Діармайда й почали боротьбу за владу над усім островом. Надмірне посилення васалів викликало занепокоєння Генріха, який планував реквізувати їхні англійські володіння. Річард де Клер запропонував стати васалом короля Генріха II як лорд Лейстеру. У 1171 році Генріха II на чолі крупного війська (240 кораблів, 500 лицарів, 400 піхотинців та лучників) прибув з Франції з армією та проголосив себе правителем Ірландії. Отримавши клятву вірності від місцевих правителів і духовенства, 17 квітня 1172 року Генріх залишив острів, щоб зустрітись із папськими легатами.
Після від'їзду Генріха II боротьба між англійцями та ірландцями тривала. Західна частина острова продовжувала чинити опір. У 1177 році королем Ірландії був проголошений син Генріха Іоанн. 25 травня 1185 року як правитель він висадився у Вотерфорді на чолі війська з 300 лицарів та кількох сотень лучників. Але похід Іоанна провалився, а його війська були розбиті.

## Внутрішня політика

### Світські реформи
Генріх II більшу частину свого правління провів у роз'їздах. Він позбавив своїх баронів права судити, закони короля були поставлені вище місцевих законів. У 1166 році було створено суд звинувачувальних присяжних. Присяжні обирались від кожної сотні (по 12 чоловік) та від кожного села (по 4 чоловіки), вони мали під присягою повідомляти шерифу й суддям про підозрілих осіб (потенційних розбійників, убивць, злодіїв). Підозрілих осіб піддавали «Божому суду»
Генріх прагнув знищити ті замки, які незаконно були створені під час громадянської війни. Для боротьби з ухиленням від військової служби, він запровадив новий податок — «щитовий збір».
Цей податок, який королю сплачували усі вільні землевласники, дозволив королю набирати наймане військо.
У 1184 році «Лісова азіза» проголошувала всі ліси королівства власністю короля.

### Церковна політика
Стосовно церкви Генріх II продовжив політику своїх попередників з Нормандської династії. Церква все ще вважалась невід'ємною частиною англійської держави й часто використовувалась з метою наповнення королівського бюджету. У 1159 році, зокрема, священнослужителів було обкладено крупним податком для фінансування Тулузької кампанії короля. Генріх II також цілком контролював процедуру обрання єпископів й абатів і тривалий час тримав вакантними церковні посади для стягнення відповідних прибутків на свою користь. Одним з головних провідників цієї політики короля був його канцлер Томас Бекет. У той самий час слабкість королівської влади часів анархії 1135–1154 років та швидкий розвиток церковного права в результаті діяльності архієпископа Теобальда, істотно розширили сферу церковної юрисдикції за рахунок прерогатив короля. Церковні суди присвоїли собі виняткове право судочинства щодо священнослужителів, а також стосовно значного числа справ, пов'язаних із порушенням зобов'язань, в тому числі стосовно світських ф'єфів та позовів про стягнення заборгованості. Ситуацію ускладнював той факт, що до священнослужителів, які скоїли злочин, церковні суди зазвичай застосовували як санкції лише накладення некрупного штрафу. За свідченням Вільяма Ньюбурзького, з часу сходження Генріха II на англійський престол до 1163 року англійськими священнослужителями було скоєно понад 100 убивств.

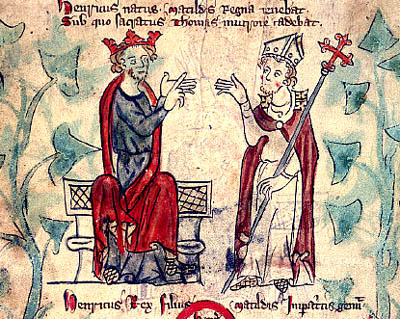
Генріх II і Бекет

Очевидно, саме з метою поставити церковну судову систему під контроль світської влади король домігся після смерті Теобальда обрання архієпископом Кентерберійським та примасом Англії у 1162 році свого канцлера Томаса Бекета. Однак ці розрахунки виявились помилковими: Бекет, що не мав особливого авторитету в церковних колах ані як теолог, ані як благочестивий праведник, був видатним адміністратором та амбіційним політиком. Одразу після свого обрання архієпископом він склав із себе функції канцлера та присвятив своє життя безкомпромісному відстоюванню інтересів церкви.
У січні 1164 року Томас Бекет не підтримав «Кларендонські постанови» короля Генріха, оскільки вважав їх наступом на церковні свободи. 8 жовтня 1164 року король викликав архієпископа на суд, але замість цього Томас Бекет втік до Франції під захист Людовика VII Французького. Конфлікт архієпископа Кентерберійського та короля тривав 6 років, лише 1170 року у зв'язку з коронацією Генріха Молодого відбулось їхнє примирення. Первинно коронацію за відсутності Бекета провели архієпископ Йоркський та єпископи Лондонський і Солсберійський, але після протесту Бекета, підтриманого папою відбулась зустріч короля й Бекета, примирення і повторне коронування Генріха Молодого та його дружини.

### Вбивство Томаса Бекета
Після повернення до Англії Томас Бекет продовжив боротьбу зі своїми супротивниками (усуваючи їх з посад та відлучаючи від церкви), що викликало невдоволення короля. Трохи раніше римський папа погрожував накласти інтердикт на Англію, якщо Бекета буде заарештовано. Легенда каже, що Генріх у гніві сказав фразу: «Невже немає нікого, хто звільнить мене від цього попа». Чотири лицарі Генріха: Реджинальд Фітц-Урс, Г'юг де Моревіль, Вільям де Трасі та Річард ле Бретон, почувши це, сприйняли слова короля як наказ й вирішили діяти.
29 грудня 1170 року, вони увійшли у Кентерберійський собор, де перебував Томас Бекет та, звинувативши його у злочинах проти короля Генріха, вимагали залишити Англію. Після того, як той відмовився, вони пішли та, повернувшись зі зброєю, убили Бекета. Після вбивства архієпископ Нормандський наклав на Англію інтердикт, знятий папою римським Олександром III.
21 лютого 1173 року Бекета було канонізовано, а 12 липня 1174 року до гробниці Томаса Бекета приходив з покаянням босоніж Генріх II.

## Повстання синів і громадянська війна

### Криза 1173 року
Спроби Генріха розділити володіння серед своїх численних дітей спричинили скандали. Генріх Молодий був коронований, титулувався королем Англії, правителем Нормандії, Бретані, Анжу, Мену, але фактично не володів нічим. Річард, якому мала належати Аквітанія, міг бути невдоволеним тим, що Генріх після заручин дочки Алієнори, пообіцяв передати після її смерті Гасконське герцогство Кастилії. До того ж наречену Річарда Алісу називали коханкою Генріха II.
Генріх II бажаючи одружити сина Іоанна зі спадкоємицею Гумберта III Мор'єнського виділив з володінь Генріха Молодшого три замки в Анжу — Шинон, Луден, Мірбо. У відповідь в березні 1173 року Генріх Молодий зажадав передачі повної влади над одним з його «володінь», а також прибутків з них. Генріх II, не бажаючи ділити владу, відмовив. Генріх Молодий втік до французького двору Людовіка VII, де невдовзі до нього примкнули брати Річард та Жоффруа, а Елеонора очолила заколот аквітанських баронів. Баронські заколоти спалахнули в Англії та Бретані. На північ Англії вторглись шотландці.
В такій ситуації Генріх II залучив найманців й почав розбивати війська своїх супротивників окремо. Під час спроби втечі в Париж Елеонора потрапила у полон до чоловіка, де провела 12 років. У вересні 1173 року заколот було придушено.

Володіння Генріха II у Франції у 1180 році

### Криза 1180-их
У 1182 році Генріх II зажадав від молодших синів складання васальної клятви Генріху Молодому. Річард відмовився. Генріх II примирив синів, але на початку 1183 року Жоффруа і Генріх Молодий підтримали васалів, що бунтували проти Річарда. У відповідь той розграбував Бретань. Генріх II підтримав Річарда, але після того як 11 червня Генріх Молодий помер, війна швидко скінчилась.
У вересні 1183 року Генріх II запросив до себе Річарда та Іоанна. Король запропонував своєму спадкоємцю Річарду передати Іоанну Аквітанію як лен. Річард, не бажаючи бути сеньйором без володінь (як його брат Генріх Молодий), попрохав відстрочку, а сам втік до Аквітанії. В свою чергу Жоффруа, дізнавшись про те, що його молодший брат Іоанн має стати правителем Аквітанії, зажадав приєднання до Бретані графства Анжу, Мену й Турені.
Конфліктом також поспішив скористатись король Франції, який вимагав повернення Вексену (приданого сестри Маргарити). Не бажаючи втрачати Вексен, Генріх уклав угоду з Філіпом, за якою Маргариті аж до її наступного шлюбу сплачувалась пенсія у 2700 фунтів, Генріх складав присягу за свої континентальні володіння, а Вексен ставав приданим Аліси, яка мала стати дружиною одного з синів англійського короля.
У 1184 році Генріх наказав Іоанну силою відняти Аквітанію у Річарда. Іоанну допомагав Жоффруа, й тому Річард знову розграбував північну Бретань. Одночасно Генріх намагався залучити до конфлікту Фрідріха I Барбароссу, дочку якого засватали за Річарда. Але наречена не дожила до кінця року.
Восени 1184 року Генріх викликав синів в Англію та спробував їх примирити. Заради цього він навіть звільнив дружину Елеонору, але 1185 року конфлікт синів продовжився. У 1186 році, вкотре шукаючи допомоги у Філіпа Французького, загинув на турнірі Жоффруа.

## Останні роки і смерть
Останні три роки життя короля пройшли у боротьбі з королем Франції. Часом у цих війнах Генріх і його спадкоємець Річард виступали як союзники, а часом як супротивники.
Філіп Август зажадав опіки над дітьми Жоффруа, припинення війни між Річардом і графом Тулузи, а також вирішити питання про Алісу та її придане. Ці вимоги в лютому 1187 року були відкинуті Генріхом. Сторони почали готуватись до війни — Генріх командував військами в Нормандії, Річард — в Аквітанії. Філіп вторгся у Беррі та зайняв замок Ісуден. Річард виступив йому назустріч і вони зустрілись поблизу Шатору. Філіп запропонував мир й за допомогою папського легата (який закликав правителів до нового хрестового походу) на два роки було укладено перемир'я.
Філіп та Річард після примирення поїхали до Парижа. Генріх вимагав приїзду сина. Восени Річард прийняв звання хрестоносця.
На початку 1188 року англійський та французький королі знову зустрілись. І там було прийнято рішення вирушити у хрестовий похід. Але в середині року знову відновилась війна, що спричинила нові розбіжності між Генріхом та Річардом.
18 листопада 1188 року в Боулені зустрілись Генріх, Річард та Філіп. Останній зажадав, щоб Річарда одружили з Алісою, а також щоб англійські барони визнали його спадкоємцем Генріха. Після того як Генріх відмовився, Річард присягнув на вірність Філіпу за Аквітанію, Анжу, Нормандію, Беррі й ті землі, які були зайняті ним у Тулузі. Філіп прийняв клятву. До Великодня 1189 року тривало перемир'я. А потім почалась війна, в ході якої Генріх втратив Мен і Турень.

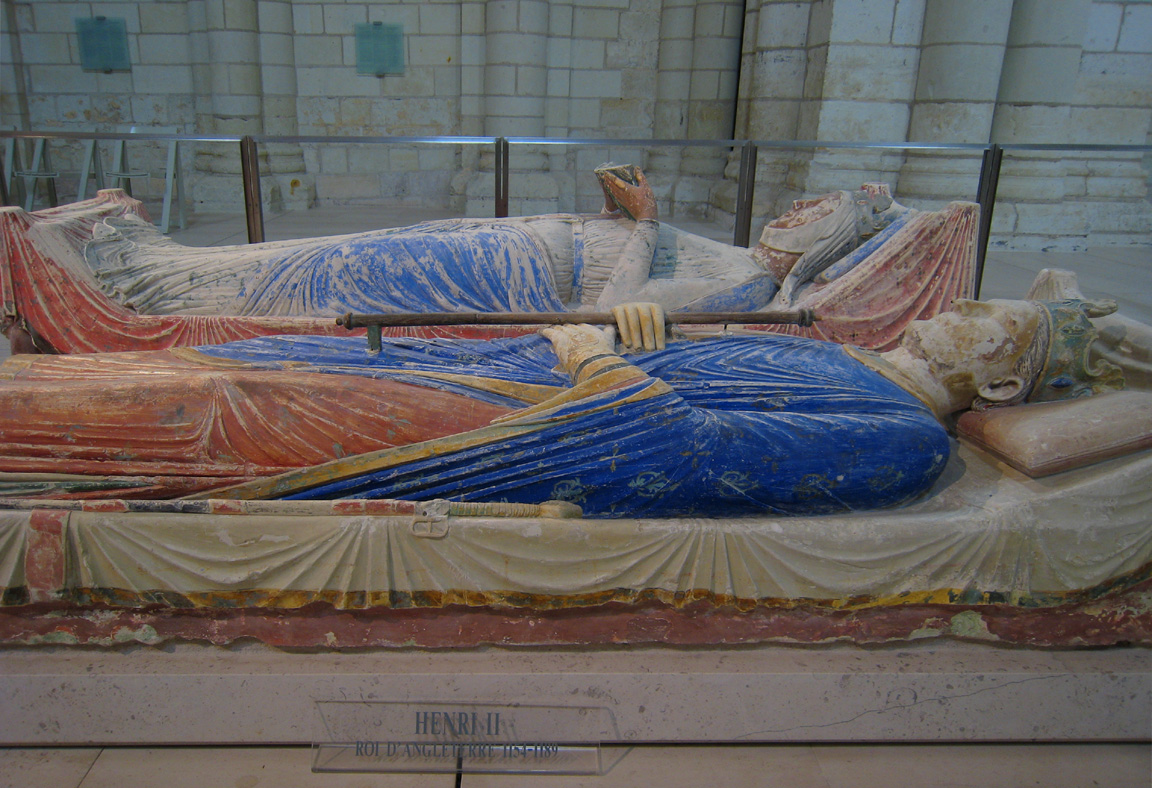
Генріх II та Алієонор у Фонтевро

4 липня 1189 року було укладено мир, за яким Генріх зобов'язувався виплатити 20 тис. марок, видати Алісу в шлюб із сином Річардом, якого мали офіційно проголосити спадкоємцем трону. Інакше піддані короля звільняються від клятви вірності йому. Після цього королі мали вирушити у хрестовий похід.
6 липня 1189 року Генріх II помер. Його було поховано в абатстві Фонтевро. У 1204 році поряд із ним поховали його дружину Алієонор.

## Двір
При дворі Генріха були законознавець Томас Бекет, хроністи Джон Солсберійський, П'єр Блуаський, Волтер Мап, Гіраут де Баррі, поети Вас, Томас Британський, Бенуа де Сент-Мор, Вальтер Шатільйонський, Нігел Верекер, деякий час — знаменитий Бернарт де Вентадорн. Один з них, П'єр Блуаський, залишив дуже цікаву характеристику молодого короля, де він, зокрема, писав: «Коли він не тримає в руці лук чи меч, він знаходиться в раді або читає. Немає людини більш дотепної та красномовної, та, коли він може звільнитись від своїх турбот, він полюбляє сперечатись з ученими».

## Родина

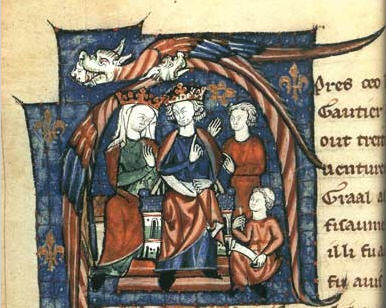
Елеонора й Генріх II

Дружина — Алієнор Аквітанська (1122–1204), герцогиня Аквітанії
Діти:
- Вільям (1152–1156)
- Генріх Молодий або Молодший (1155–1183) — співкороль Англії
- Матильда (1156 — 28 червня 1189) — одружена з Генріхом Левом, герцогом Саксонії та Баварії
- Річард I Левове Серце (1157–1199)
- Джеффрі II (1158–1186)
- Елеонора (1162–1214) — дружина Альфонсо VIII, короля Кастилії
- Джоанна (1165–1199) — перший чоловік Вільгельм II Добрий, король Сицилії, другий чоловік — граф Раймунд VI (VIII) Тулузький
- Іоанн I Безземельний (1166–1216) — король Англії

Коханка  — Розамунда (Розамонда) Кліффорд († 1176)
Діти:
- Джеффрі (бл.1159–1212) — архієпископ Йоркський (1190)
- Вільям Довгий Меч (1161–1226) — 3-й граф Солсбері
- Пітер

## У мистецтві

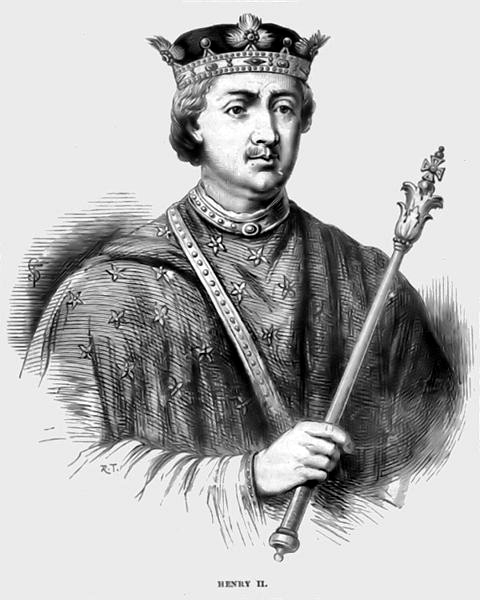
Генріх II у поданні художника початку XX століття

Генріх II — головний герой історичної драми «Лев узимку» та її екранізацій: «Лев узимку» (1968) та «однойменний фільм» (2003). У цій п'єсі його роль грали Пітер О'Тул, Патрік Стюарт (у кіно) і Роберт Престон, Лоуренс Фішборн, Михайло Матвеєв (в театрі).
Окрім того, Пітер О'Тул грав його роль у кінофільмі «Бекет».